# Asociación para Proteger al Enfermo de Terapias Pseudocientíficas
La Asociación para Proteger al Enfermo de Terapias Pseudocientíficas (APETP) es una organización española formada por profesionales sanitarios, investigadores y víctimas de pseudoterapias con la intención de proteger a los enfermos de las terapias pseudocientíficas quienes pueden resultar perjudicados, ya sea por abandono de un tratamiento científicamente probado, por causar dichas pseudoterapias daños directos a su salud o por llevarlos a gastar grandes cantidades de dinero en terapias falsas que no dan resultado.

## Actividades
La APETP se enfoca en campañas de comunicación para alertar a los pacientes de los riesgos y realidades de las terapias pseudocientíficas así como hacer campaña para que los partidos políticos tomen acciones al respecto de las mismas legislando temas relacionados con dichas terapias.
Cuando en 2017 la Organización Médica Colegial de España creó el Observatorio OMC contra las Pseudociencias, Pseudoterapias, Intrusismo y Sectas Sanitarias, la APETP cooperó en el desarrollo de los criterios y fundamentos del mismo, junto con otras organizaciones de la sociedad civil como la Sociedad para el Avance del Pensamiento Crítico (ARP-SAPC) y el Círculo Escéptico.
En 2018 la APETP publicó una carta abierta firmada por 400 expertos dirigida a la ministra de Sanidad española, María Luisa Carcedo, titulada «Seamos claros, las pseudociencias matan» en la que se le pedía que tomara acciones concretas en contra de las pseudoterapias y sus practicantes cumpliendo con las leyes ya existentes. Entre las organizaciones que apoyaban dicha carta se encontraban también el Grupo Español de Pacientes con Cáncer, la ARP-Sociedad para el Avance del Pensamiento Crítico, el Círculo Escéptico, FarmaCiencia, y la Red de Prevención Sectaria y del Abuso de Debilidad.
En 2019 la APETP publicó un informe en el que se estima que entre 1200 y 1400 muertes al año en España pueden atribuirse al uso de «medicina natural y complementaria» y relacionó el problema con 1800 centros médicos en España que ofrecen medicina alternativa como la homeopatía y osteopatía a pacientes con enfermedades graves incluyendo cáncer. En el mismo informe se estima que entre 550 y 800 pacientes de cáncer han muerto en este país tras abandonar los tratamientos convencionales en favor del uso de pseudoterapias.

## Demandas Judiciales
En febrero de 2019 la APETP denunció que se encontraba sometida a un «acoso judicial» el cual consta de «una decena de procesos judiciales y una veintena de amenazas legales por parte de lobbies de promoción y venta de pseudoterapias» debido a sus acciones de denuncia y exposición pública de prácticas contrarias al código deontológico en el sector salud.  Entre los demandantes se encuentran grupos como la Asamblea Nacional de Homeopatía (ANH), la Asociación de los Profesionales y Autónomos de las Terapias Naturales (COFENAT) y la Fundación de Terapias Naturales (FTN).
En julio de 2019 la Asamblea Nacional de Homeopatía (ANH) de España denunció a todos los miembros de la junta directiva de la APETP por su informe en el que se hace una estimación del número de fallecidos que provocan las pseudoterapias, incluyendo la homeopatía, acusándolos de atacar «la dignidad y honor de la ANH y sus integrantes». A lo cual la APETP contestó negando las acusaciones y asegurando que «ni el informe, ni su actividad están dirigidas a ninguna persona en particular». El representante legal de la APETP declaró también «Me dijeron que aconsejara a mis representados que se callaran, porque ellos tenían empresas detrás con mucho dinero y los demandados no eran nadie»

## Junta Directiva
Presidenta: Elena Campos Sánchez (Doctora en Biomedicina)
Vicepresidente: Emilio José Molina Cazorla (Ingeniero Superior en Informática)
Secretario: Jorge Mariano Collantes Alegre (Estudiante de Doctorado en la Universidad de Valencia)
Tesorero: Antonio Pellín Carcelén (Estudiante de Doctorado en la Universidad de Valencia)
Vocales: José Manuel Gómez Soriano (Doctor en Inteligencia Artificial y Reconocimiento de Formas), Enrique Lanuza Navarro (Profesor Titular e Investigador en Biología Molecular), Fernando Cervera Rodríguez (Licenciado en Ciencias Biológicas), Carlos Tarragona Gutiérrez.